# Neurogenia cubitalis
Neurogenia cubitalis là một loài tò vò trong họ Ichneumonidae.